# Nargö fyr
Nargö fyr (estniska: Naissaare tuletorn) är en fyr på Nargö i Viimsi kommun i Harjumaa i norra Estland, 23 km nordväst om huvudstaden Tallinn. Fyren står på Nargös norra udde Pikasääre ots och vid dess strand mot Finska viken. Fyren är 45 meter hög och står 48 meter över havsytan. Dess ljus är synligt i 12 nautiska mil. Det har funnits en fyr på platsen sedan 1788. Nuvarande fyr byggdes 1960.
Terrängen inåt land är mycket platt. I omgivningarna runt Nargö fyr växer i huvudsak barrskog.
Klimatet i området är tempererat. Årsmedeltemperaturen i trakten är 5 °C. Den varmaste månaden är augusti, då medeltemperaturen är 16 °C, och den kallaste är december, med 0 °C.